# ジャン・ロトルー
ジャン・ロトルー（仏: Jean de Rotrou、1609年 - 1650年6月28日）は、17世紀フランスの劇作家。優れた職業劇作家で、選んだ素材を当時のフランス演劇美学に沿って翻案する技術に卓越していた。それまで目を向けられていなかった素材を使用したり、喜劇や悲劇のあらゆる形式にも挑戦するなど、実験的精神にも旺盛で、彼の影響を受けた劇作家は数多い。その作品はモリエールの戯曲の出典にもなっている。

## 生涯
署名入りの手紙、自筆と確証のある原稿などは一切遺されておらず、生涯についてもそれほど多くのことは知られていない。
1609年、ノルマンディー地方のドルーで父・ジャン・ロトルー(Jean Rotrou)、母・エリザベート・ルファシュー(Elisabeth Lefactieux)の子として生まれた。誕生日は不明だが、同年8月21日に洗礼を受けたことはわかっている。同名の父親は商人であったが、一族は数世代前からドルー市の要職を歴任してきたブルジョワジーで、祖父は市長であった。ジャンはドルー市で教育を受け、古典の基礎を学んだ後、さらに法律を勉強するためにパリに出た。高等法院の弁護士資格まで取得したようだが、法廷に立った記録はない。
ロトルーはパリで劇作家のグループと交流し、文学上の友人を得た。1628年には初めての悲喜劇『憂鬱症患者、あるいは恋する死者(L'Hypocondriaque ou le Mort amoureux)』を執筆し、ブルゴーニュ劇場で初演され、1631年には出版されている。上演に当たった国王劇団の座長ベルローズは同作によってロトルーの才能を見抜き、彼を座付き作家とする契約を結んだ。ベルローズはちょうどこの頃、座付き作家のアレクサンドル・アルディを契約上の対立から失っており、ちょうど良かったのである。この契約は年5～6作を制作し、その上演権と出版権は劇団の所有とする当時の慣習に則ったものであった。20歳前後の若い劇作家には名誉なことであったに違いないが、アルディと同じく、だんだんとこの契約に不満を募らせていくことになる。
こうしてブルゴーニュ劇場の座付き作家となり、1629年には『忘却の指輪(Le Bague de l'oubli)』を制作した。この作品は当時、ファルスに圧倒されていた喜劇の不遇時代を終わらせたことで重要な作品である。興行的にも成功したらしく、ジョルジュ・ド・スキュデリーの作品に言及がある。これ以後、1635年までの間に契約に従って相当数の作品を制作したようだが、そのほとんどは出版されることなく散逸してしまった。1632年には、ジャン・シャプラン(Jean Chapelain)の知己を得た。シャプランは宰相リシュリューの文学上の助言者で、アカデミー・フランセーズの創設にも尽力した人物である。
1634年8月、悲喜劇『ドリステ』の出版を巡って事件が起こった。『クレアジェノールとドリステ』なる題名で、海賊出版が行われたのである。この作品の出版権を握っていたのは先述したようにベルローズであったが、この違法行為を訴え出たのはロトルー本人であった。この訴訟は示談が成立し、高額の賠償金を勝ち取った。そして翌年、正式にロトルーの名前を冠した同作品が出版された。この事件からもわかるように、デビューから5年ですでに劇作家として有能で、人気を集めていた。シャプランは1632年に「あのように才能ある若者が、恥ずべき隷属化にあるのを残念に思う」と評しており、1635年には彼を経由してリシュリューの庇護をも獲得している。出版された『ドリステ』の巻頭序文には、本作を巡る訴訟を仄めかす記述があるほか、同作品を指して「30人姉妹の末っ子」なる記述がある。1634年時点で30作目と言うのは、「契約内容:年間5～6作の制作」にほぼ合致するため、ここから推定するに少なくとも十数作が失われたのは間違いない。
1635年に、宰相リシュリューの庇護を得て年金を獲得した。最高権力者の庇護は、ベルローズとの契約解消に大いに役立ち、それまでの自作の出版権をも手中に取り戻すことに成功した。こうして座付き作家という制約から解放されたロトルーであったが、その後も、それまでと比較して格段に落ち着いたペースではあるが、相変わらずブルゴーニュ劇場のために作品を制作し続けた。『2人のソジー』は解放後初めての作品である。この喜劇は成功したらしく、コルネイユの悲喜劇『ル・シッド』と人気を二分するほどであったという。『ル・シッド』はフランス演劇史でも有名な「ル・シッド論争」を引き起こしたが、この論争に際してロトルーがどのような態度をとったかはわからない。ロトルーは論争で対立していた両陣営に友人を持っており、おそらく両陣営の板挟みにあったのだと思われる。この論争に前後して、年間の作品制作数が目立って減ってきた。理由はわからない。
1639年、30歳になった春にドルーへ帰郷した。この年の半ば頃、地方裁判所の司法官として職を得た。1640年7月にはマルグリット・カミュ(Marguerite Camus)と結婚した。彼女との間に6人の子を儲けたが、成人したのは3人で、長男は司祭に、長女は修道女になった。次女は何になったのかわからないが、生涯独身であったのは確かである。こうして普通の父親と同じく、一家を養う責任を負ったロトルーは、司法官としての職務に専念し、劇作は余暇に行う程度になった。1650年に亡くなるまでに年間1本のペースで作品を制作し続けたが、この10年はロトルーにとっての成熟期で、傑作が生みだされていくことになった。
1650年、ドルーでも猛威を振るっていたペストに罹患し、それが原因となって死去した。彼の死に関しては、有名な伝説が伝わっている。1698年ころにドルーの神父によって記された小冊子に端を発するもので、18世紀にそれを採録したベネディクト会所属の修道士によって世に広く知られることとなった。それによれば、ロトルーはペストが猛威を振るうドルーを離れるよう、強く勧めたパリ在住の弟に対し、以下のように返答したという:
クレルモン・ダントラーグ夫人はロトルーの庇護者の1人で、ランブイエ侯爵夫人カトリーヌ・ド・ヴィヴォンヌとも親交があったことから、ロトルーもランブイエ侯爵夫人のサロンに出入りしていたのかもしれない。
この手紙は日付不明で現存もしない上、ロトルーの死去から半世紀近くも経ってこのように伝えられているため、信憑性にはかなりの疑問符が付く。それでもこの資料が発端となって、後世に、職務に殉じた高潔なロトルー像を伝えることとなった。1867年にはロトルーの彫像がドルーの広場に建てられ、落成式ではアカデミー・フランセーズの会員が彼の気高い人柄を称賛したという。1950年の没後300年記念式典でも彼の名誉ある死が語られ、その死を題材にとって芝居まで制作され、名実ともに「故郷の誉れ」となったロトルーであった。

## 作品
- 憂鬱症患者、あるいは恋する医者 - L'Hypocondriaque ou le Mort amoureux (1628年)
  - デビュー作。20歳にもならないロトルーの持つすべての教養を用いたオリジナルな作品と言える。台詞は豊かで弾みがあるが、作品全体は極めて冗長で長ったらしく、劇の構成にも未熟さが目立つ[14]。
- 忘却の指輪 - Le Bague de l'oubli (1629年)
  - この作品は当時、ファルスに圧倒されていた喜劇の不遇時代を終わらせたことで重要な作品である。スペインの戯曲を出典とするフランスにおける初の作品[15]。
- メネクム兄弟 - Les Ménechmes (1630年?)
  - プラウトゥスの作品を翻案したもの。フランスの舞台にプラウトゥスの作品を紹介した初の作品[16]。
- 逸した機会 - Les Occasions perdues (1633年)
- ドリステ - La Doristée (1634年)
- 罪なき不貞 - L'innocente lnfidélité (1634年)
- 死にゆくエルキュール - Hercule mourant (1634年)
- クリザント - Crisante (1635年)
- テュイルリー宮殿の喜劇 - La Comédie des Tuileries (1635年)
  - コルネイユ、レトワール、ボワロベール、コルテら、リシュリューが主催する「五劇作家」の1人となった際の合作。リシュリューが提出したアイデアに沿って、1人1幕ずつ制作した[17]。
- 美しきアルフレード - La Belle Alphréde (1636年?) 
  - 古典主義の規則をことごとく蹂躙した作品。
- 2人のソジー - Les Sosies (1637年?)
  - モリエールの戯曲『アンフィトリオン』の主要な出典の1つ[18]。
- アンティゴーヌ - Antigone (1637年)
- 迫害されるロール - Laure persécutée (1637年)
- 捕虜、あるいは奴隷 - Les Captifs ou les Esclaves (1638年?)
- イフィジェニー - Iphigénie (1640年)
- 真説聖ジュネ - Le Véritable Saint Genest (1640年)
- セリー、あるいはナポリの副王 - Célie ou le vice-roi de Naples (1644年?)
- 妹 - La Soeur (1645年)
  - この作品の描写は、モリエールの戯曲『粗忽者』、『いやいやながら医者にされ』、『町人貴族』、『スカパンの悪だくみ』などに影響が見られる。『粗忽者』は著しい。同時代ではモリエール以外に関心を示さなかったが、世紀を経るごとに人気を高め、ロトルーの作品中でも人気が高く、「イタリア物のフランス喜劇では頂点にある作品」とも評される[19]。
- ドン・ベルナール・ド・カブレール - Don Bernard de Cabrére (1646年)
- ヴァンセスラス - Venceslas (1647年)
  - ロトルーの作品の中で最も息の長い成功を収めた作品。コルネイユの影響を受けている[20]。
- コスロエス - Cosroés (1648年)
  - 前作と比べるとそれほど成功しなかった。フロンドの乱勃発年に、王の不運な死という結末はあまりに不謹慎であると見做された可能性がある[21]。
- ドン・ロープ・ド・カルドーヌ - Don Lope de Cardone (1649年)
  - 最後の作品。平凡な作品で、特に見るべきところはない[9]。